# Dětřichov nad Bystřicí
Dětřichov nad Bystřicí (niem. Dittersdorf) – gmina w Czechach, w powiecie Bruntál, w kraju morawsko-śląskim. Według danych z dnia 1 stycznia 2012 liczyła 452 mieszkańców.
Dzieli się na dwie części:
- Dětřichov nad Bystřicí
- Krahulčí